# Veertig jaren
Pour plus de détails, voir Fiche technique et Distribution.
Veertig jaren est un film néerlandais réalisé par Edmond T. Gréville, sorti en 1938.

## Fiche technique
- Titre français : Veertig jaren
- Réalisation : Edmond T. Gréville
- Scénario : Ben van Eysselsteijn et Jo van Ammers-Küller
- Photographie : Otto Heller
- Pays d'origine : Pays-Bas
- Format : Noir et blanc - 1,37:1 - Mono
- Genre : drame
- Date de sortie : 1938

## Distribution
- Cees Laseur : Rolf van Meerle
- Lily Bouwmeester : Annetje Maasdonk
- Matthieu van Eysden : Frans Maasdonk
- Ank van der Moer : Eline Verhulst
- Eduard Verkade : Zijne excellentie van Meerle
- Josephine van Gasteren